# Pamunkey
 Ovo je glavno značenje pojma Pamunkey. Za istoimenu rijeku pogledajte Pamunkey (rijeka).
Pamunkey, pleme američkih Indijanaca porodice Algonquian naseljeno u ranom 17. stoljeću na području današnjeg okruga King William u Virginije. Pamunkeyi su bili jedno od 30 plemena plemenskog saveza Powhatan. Danas žive na rezervatu Pamunkey u okrugu King William, Virginia.

## Povijest
U vrijeme dolaska kapetana Johna Smitha 1607. godine na rijeku James u Virginiji Pamunkeyi su bili vodeće pleme konfederacije koja je imala nekoliko tisuća ratnika. Pleme Pamunkey, računajući uz muškarce i žene i djecu, imalo je oko 1,000 duša. 
Originalno stanište Pamunkeya bilo je na obalama rijeke koja nosi njihovo ime i teče paralelno s Jamesom. Nakon smrti poglavice Powhatana (poznat i kao Wahunsunacock), na njegovo mjesto 1618. dolazi Openchancanough, poglavica Pamunkeya, koji će voditi Powhatane do 1644. kroz koje će vrijeme doći do nekoliko briljantnih pobjeda nad Englezima 1622 i 1644 godine. Powhatanska plemena Nansemond, Chickahominy, Weanock, i po svoj prilici Rappahannock i još neki, pod vodstvom Openchancanough 18 travnja 1644. pokrenuli su masovni napad na engleske koloniste, pobivši ih oko četiri stotine. Nakon što su konsolidirali svoje snage, u ljeto iste godine Englezi su krenuli u osvetnički pohod protiv plemena Chickahominy, Weanock (Weyanock), Nansemond, Appamattuck i Powhatan. premda ih je u ovom napadu dosta stradalo, znatno je više izginulo Indijanaca, a one što su preživjeli prodali su u roblje ili odveli za sluge, a cijela naselja bila su uništena. 
Godine 1699. pedesetak osoba iz plemena Chickahominy i Mattapony pridružilo zse Pamunkeyima, nakon što su protjerani iz svojih domova. 
U suvremeno doba (1893.) tridesetak pamunkejskih obitelji živi na rezervatu u Indiantownu, a nešto i u obližnjim gradovima Richmond i Newport News, kao i širom Amerike. Svih skupa oko 110.

## Vanjske poveznice
- Arhivirana inačica izvorne stranice od 16. lipnja 2007. (Wayback Machine) Home of [the Pamunkey Indian Tribe
- The Pamunkey Indians of Virginia